# Nariño
För andra betydelser, se Nariño (olika betydelser).
Nariño är ett av Colombias departement och är belägen i den sydvästra delen av landet, gränsande till Ecuador i söder och Stilla havet i väster. Administrativ huvudort och största stad är Pasto. Andra stora städer är Ipiales och Tumaco.
Departementet skapades den 6 augusti 1904.

## Kommuner i Nariño
1. Albán
2. Aldana
3. Ancuyá
4. Arboleda
5. Barbacoas
6. Belén
7. Buesaco
8. Chachagüí
9. Colón (Génova)
10. Consaca
11. Contadero
12. Córdoba
13. Cuaspud
14. Cumbal
15. Cumbitara
16. El Charco
17. El Peñol
18. El Rosario
19. El Tablón de Gómez
20. El Tambo
21. Francisco Pizarro
22. Funes
23. Guachucal
24. Guaitarilla
25. Gualmatán
26. Iles
27. Imués
28. Ipiales
29. La Cruz
30. La Florida
31. La Llanada
32. La Tola
33. La Unión
34. Leiva
35. Linares
36. Los Andes
37. Magüi
38. Mallama
39. Mosquera
40. Nariño
41. Olaya Herrera
42. Ospina
43. Pasto
44. Policarpa
45. Potosí
46. Providencia
47. Puerres
48. Pupiales
49. Ricaurte
50. Roberto Payán
51. Samaniego
52. San Bernardo
53. Sandona
54. San Lorenzo
55. San Pablo
56. San Pedro de Cartago
57. Santa Bárbara
58. Santacruz
59. Sapuyes
60. Taminango
61. Tangua
62. Tumaco
63. Túquerres
64. Yacuanquer